# Наполеон (фильм, 1927)
«Наполеон» (фр. Napoléon) — немая французская историческая киноэпопея Абеля Ганса 1927 года. Один из самых дорогостоящих и новаторских проектов эпохи немого кино, однако не имевший коммерческого успеха.

## Сюжет
Сценарий, написанный Гансом, так мало соответствовал историческим фактам, что он, предвидя нарекания со стороны историков, во вступительных титрах сделал оговорку — «Наполеон, как его увидел А. Ганс».

## В ролях
- Альбер Дьёдонне — Наполеон Бонапарт
- Владимир Руденко — Наполеон Бонапарт (ребёнок)
- Эдмон Ван Дэйоль — Максимилиан Робеспьер
- Александр Кубицкий — Жорж Дантон
- Антонен Арто — Жан-Поль Марат
- Абель Ганс — Луи Сен-Жюст
- Джина Манес — Жозефина Богарне
- Жанна Пен — Гортензия Богарне
- Георг Энин — Эжен де Богарне
- Луи Санс — король Людовик XVI
- Сюзанна Бьянчетти — Мария-Антуанетта,
- Маргарита Гансе — Шарлотта Корде
- Иветта Дьедонне — Элиза Бонапарт
- Симона Женевуа —  Полина Бонапарт
- Жорж Лампен — Жозеф Бонапарт
- Рожер Шантал — Жером Бонапарт
- Жан д'Ид — Лябуссьер
- Макс Максудиан — Поль Баррас
- Роджер Блюм — актер Тальма
- Пьер де Канолли — капитан Огюст Мармон
- Фавьер — Фуше
- Геника Миссирио — капитан Иоахим Мюрат
- Андри Стандард — Тереза Тальен
- Сюзи Вернон[фр.] — мадам Рекамье
- Поль Амио[фр.] — Фукье-Тенвиль
- Анри Бильо — Бомарше
- Бенедикт — Кромвель
- Камиль Беве — доктор Гильотен
- Бодро — Лафайет
- Лиз Карвальо — мадемуазель Мария Ленорман
- Альберти — Жан-Жак Руссо
- Аршо Шахатуни — Поццо ди Борго
- Франсин Мюсси — Lucille Desmoulins

## Художественные особенности
Фильм стал первым в мире, снятым по технологии панорамного кино одновременно на три киноплёнки. На съёмках применялись нагрудные штативы, организованы массовые сцены, построены великолепные декорации и использован тройной экран, на котором показывались заключительные эпизоды фильма — вступление наполеоновских войск в Ломбардию.

## История создания
При подготовке к съёмкам «Наполеона» Абель Ганс прочитал более трёхсот книг: воспоминания Бонапарта, книги Луи Адольфа Тьера, Жюля Мишле, Фредерика Массона, Стендаля, Эли Форе.
В 1923 году основатель концерна «Вести», коммерсант русского происхождения Венгеров, предложил Абелю Гансу снять фильм в Берлине. Ганс ответил: «Я буду снимать „Наполеона“ только во Франции». Тогда Венгеров создал «международный синдикат», в который вошла компания «Пате».
В конце 1924 года был закончен сценарий, он состоял из восьми серий, по три тысячи метров каждая:
1. Юность Бонапарта
2. Бонапарт и террор
3. Итальянская кампания
4. Египетская кампания и 18 брюмера
5. Солнце Аустерлица
6. Отступление из России
7. Ватерлоо
8. Святая Елена

Были сняты первые две части.
Позже, в 1935 году А. Ганс выпустил новую, звуковую версию фильма под названием «Napoléon Bonaparte».
На роль Наполеона режиссёр рассматривал следующие кандидатуры: драматург Рене Фошуа, шансонье Жан Бастиа, писатель Пьер Бонарди, актёр ван Даэль (сыграл Робеспьера), Иван Мозжухин (отказался, так как считал, что образ Бонапарта может создать только француз). В фильме приняло участие сорок известных актёров.
«Наполеон» снимался в Бриансоне, Тулоне, на Корсике, в Сен-Клу, Бриенне, Мальмезоне и Париже.

## Дополнительные факты
- Съёмки: с 17 января 1925 года по сентябрь — октябрь 1926 года (перерыв с ноября 1925 года по май 1926 года)

В фильме были задействованы:
- Технический персонал — 200 человек разных профессий
- 8000 костюмов
- 6000 статистов
- 4000 ружей
- 60 пушек
- 150 декораций, возведён целый район Парижа начала XIX века

## Съёмочная группа (выборочно)
- Абель Ганс — режиссёр, продюсер, сценарист;
- Жюль Крюгер, Леонс-Анри Бюрель, Жозеф-Луи Мундвиллер, Николай Топорков — операторы;
- Александр Бенуа — художник;
- Александр Волков — помощник режиссёра;
- Виктор Туржанский — помощник режиссёра;
- Генри Андреани — помощник режиссёра;
- Анатоль Литвак — помощник режиссёра.